# Antoon van Schoonhoven
Antoon  van Schoonhoven (Gent, 1500 - Brugge,  20 november 1557) ook Antoon Schoonhove en Sconhovius, was een erudiet humanist, Latijns schrijver en dichter en kanunnik van de Sint-Donaaskerk in Brugge.

## Levensloop
Antoon Schoonhoven was een zoon van de tot een Gentse familie behorende Cornelius Schoonhoven, procureur-fiscaal of advocaat-generaal bij de Raad van Vlaanderen, een vriend van Erasmus.
In 1520 werd hij, hoewel geen priester, kanunnik van Sint-Donaas. Jaren voordien was zijn oom Gisbert van Schoonhoven er kanunnik. Antoon nam bezit van zijn prebende op 26 maart 1520.  Hij volgde hierin kanunnik Marcus Laurinus op, die in september 1519 deken van het kapittel was geworden. In het kapittel was hij een collega van onder meer de humanist Jan Fevijn. Hij bleef verder studeren in Leuven, minstens tot in 1526. In 1523 werd hij magister artium. In 1529 verbleef hij in Parijs.
Hij werd bevriend met Joris Cassander, ook nadat die naar Keulen was verhuisd, en met kanunnik van Sint-Donaas Cornelis Wouters (Gualterius). Met beiden onderhield hij briefwisselingen.
In 1544 publiceerde hij bij de Brugse drukker Erasmus vander Eecke Sylvanus carminum, het werk van de pas overleden humanist en kanunnik van Sint-Donaas Stephanus Comes of Stefaan de Grave. In dit werk publiceerde hij ook enkele van zijn eigen verzen. Het waren korte huldeverzen in het Latijn, gewijd aan Juan Luis Vives, Meyerus en Marcus Laurinus.
In 1547 vermeldde hij het hunebed Duvelskut bij Rolde als een steenhoop die door Tacitus beschreven zou zijn als de Zuilen van Hercules. De platte steen bovenop, was naar Schoonhovens idee een altaarsteen. Volgens hem waren die stenen zo groot dat ze niet met wagens of schepen konden aangevoerd zijn en aangezien steengroeven in de omgeving ontbraken, was de Duvelskut volgens hem door demonen gebouwd. 
Vanaf 1532 huurde Van Schoonhoven een van de vier huizen die het kapittel van Sint-Donaas bezat in de Meestraat. Tijdens zijn actief leven verbleef hij eerder weinig in Brugge. Hij meldde bij herhaling dat hij om gezondheidsredenen in Gent ging verblijven. Hij reisde ook voor ontmoetingen met andere humanisten. Hij kwam wel zijn laatste levensjaren slijten in zijn woning in de Meestraat en overleed er. Hij werd begraven bij de Brugse broeders wilhelmijnen.

## Publicaties
- Het werk van Flavius Eutropius, Historiae Romanae Boek 10, Bazel, 1546.
- Chronica Marcellini Comitis, Parijs, 1546.